# الدوري النمساوي 2004–05
الدوري النمساوي الممتاز 2004–05 (بالألمانية: Österreichische Fußballmeisterschaft 2004/05)‏ هو الموسم 94 من  بوندسليغا النمسا لكرة القدم. أشرف على تنظيمه اتحاد النمسا لكرة القدم، وكان عدد الأندية المشاركة فيه  10، وفاز فيه رابيد فيينا.